# Down South Summit Meetin'
Down South Summit Meetin' (також перевидавався як First Meetin' та Lightnin' Hopkins & The Blues Summit) — студійний альбом американських блюзових музикантів Брауні Макгі, Лайтніна Гопкінса, Біг Джо Вільямса і Сонні Террі, випущений у 1960 році лейблом World Pacific.

## Опис
Ця сесія була записана 6 липня 1960 року на студії World Pacific Studio в Лос-Анджелесі. Окрім Гопкінса, учасниками запису були Біг Джо Вільямс, Сонні Террі і Брауні Макгі, які усі виступали у нічному клубі Ash Grove; також їм акомпанує джазовий контрабасист Джиммі Бонд.
Альбом вийшов того ж року на лос-анджелеському лейблі World Pacific (WP-1296). На обкладинці платівки вказано, що музиканти в такому складі грають разом уперше. Дует Брауні Макгі та Сонні Террі перед цим вже записувася на цьому лейблі у 1959 році і випустили свій альбом Blues Is a Story (1960).

## Список композицій
1. «Ain't Nothin' Like Whiskey» (Лайтнін Гопкінс) — 7:50
2. «Penitentiary Blues» (Лайтнін Гопкінс) — 5:08
3. «If You Steal My Chickens, You Can't Make 'Em Lay» (Лайтнін Гопкінс) — 5:37
4. «First Meeting» (Лайтнін Гопкінс) — 7:10
5. «How Long Have It Been Since You Been Home?» (Лайтнін Гопкінс) — 4:10
6. «Wimmin From Coast to Coast» (Лайтнін Гопкінс) — 5:46

## Учасники запису
- Брауні Макгі, Лайтнін Гопкінс, Біг Джо Вільямс — гітара, вокал
- Сонні Террі — губна гармоніка, вокал
- Джиммі Бонд — ударні

Технічний персонал
- Річард Бок — продюсер
- Ед Мішель — продюсер, текст
- Вуді Вудворд — фотографія, обкладинка